# 페럿
페럿(ferret)은 식육목 족제비과 중에서 유일하게 가축화 된 동물이다. 기원전 4세기경, 로마인들에 의해 토끼 사냥용으로 가축화된 긴털족제비에서 유래한 것으로 추정된다. 페럿은 기니피그와 마찬가지로 야생에서 생존능력이 없기 때문에 야생 페럿은 존재하지 않는다.
하루 중 약 15~18시간의 시간은 잠을 잔다. 본디 박명박모성이어서 아침과 저녁시간에 잠깐 깨어 식사를 하고 대소변을 본다. 수명은 약 7~10년이며 성체가 될 때까지 약 6개월이 걸린다. 암컷의 몸무게는 0.5~1kg 수컷의 몸무게는 1~2kg으로 수컷의 몸집이 더 크다.
페럿을 가정에서 애완동물로 기르기 위해서는 중성화 수술과 취선 제거 수술이 거의 필수적으로 필요한데 이는 페럿이 발정기때 교미를 하지 못하면 성호르몬 과다분비로 면역력에 치명적인 영향을 끼치고 취선에서 나오는 족제비과 동물 특유의 악취가 페럿을 실내에서 기르기 힘든 동물로 만들기 때문이다. 그러므로 페럿을 분양받을 때에는 꼭 이 두 가지 사항을 꼭 확인해야 한다. 취선 제거 수술을 받아도 페럿은 족제비과 특유의 악취가 약간 나게 되는데 민감한 사람에게는 이것이 매우 불쾌하게 느껴질 수 있다.
페럿은 고양이보다도 순수한 육식동물로서 고양이나 개의 사료는 적합하지 않다. 영양 불균형으로 인한 여러 질병들을 예방하기 위해서는 전용 사료를 먹여야 한다. 너무 말썽을 부리면 목덜미를 살짝 잡아주거나 코를 살짝 쳐주어도 얌전해진다.

## 대중 매체
행복한 세상의 족제비에 나오는 펀치가 바로 족제비가 아닌 페럿이다. 집사인생 용시쿠에 나오는 제삐와 제오에 한하여 페럿으로 나와 있다.